# DYDC2
DYDC2 (англ. DPY30 domain containing 2) – білок, який кодується однойменним геном, розташованим у людей на 10-й хромосомі. Довжина поліпептидного ланцюга білка становить 177 амінокислот, а молекулярна маса — 20 586.
| 10         |  | 20         |  | 30         |  | 40         |  | 50         |
| ---------- |  | ---------- |  | ---------- |  | ---------- |  | ---------- |
| METNYLKRCF |  | GNCLAQALAE |  | VAKVRPSDPI |  | EYLAHWLYHY |  | RKTAKAKEEN |
| REKKIHLQEE |  | YDSSLKEMEM |  | TEMLKQEEYQ |  | IQQNCEKCHK |  | ELTSETVSTK |
| KTIFMQEDTN |  | PLEKEALKQE |  | FLPGTSSLIP |  | GMPQQVPPSE |  | SAGQIDQNFK |
| MPQEINYKEA |  | FQHEVAHEMP |  | PGSKSPF    |  |            |  |            |

A: Аланін

C: Цистеїн

D: Аспарагінова кислота

E: Глутамінова кислота

F: Фенілаланін

G: Гліцин

H: Гістидин

I: Ізолейцин

K: Лізин

L: Лейцин

M: Метіонін

N: Аспарагін

P: Пролін

Q: Глутамін

R: Аргінін

S: Серин

T: Треонін

V: Валін

W: Триптофан